# Supercoupe de France féminine de volley-ball 2021
Navigation
Cannes 2019 Mulhouse 2022
La Supercoupe de France féminine de volley-ball 2021 est la 5e édition de la Supercoupe de France et se dispute le 2 octobre 2021 à la Palestra, à Chaumont.
La rencontre oppose l'ASPTT Mulhouse, vainqueur du championnat de France 2020-2021, à son dauphin le Béziers Volley.

## Format
La compétition se dispute sur un match simple de 3 sets gagnants (set de 25 points, 2 points d’écart, tie-break en 15 points).

## Diffuseur
La rencontre est diffusée sur France.tv Sport.

## Effectifs
| ASPTT Mulhouse                                             | ASPTT Mulhouse        | Béziers Volley                                          | Béziers Volley                                          |
| ---------------------------------------------------------- | --------------------- | ------------------------------------------------------- | ------------------------------------------------------- |
| 3                                                          | Megan Viggars         | 3                                                       | Maiara Basso (pt)                                       |
| 4                                                          | Ivana Vanjak (de)     | 4                                                       | Mahé Mauriat                                            |
| 5                                                          | Silke Van Avermaet    | 5                                                       | Ángela Leyva                                            |
| 6                                                          | Manon Jaegy           | 6                                                       | Hilary Howe (en)                                        |
| 7                                                          | Georgía Lamproúsi     | 7                                                       | Jasmin Sneed                                            |
| 8                                                          | Kimberly Drewniok     | 8                                                       | Bianca Cugno                                            |
| 9                                                          | Léa Soldner (L)       | 9                                                       | Pauline Balfet                                          |
| 10                                                         | Pia Kästner (en)      | 10                                                      | Elitsa Velinov                                          |
| 11                                                         | Jelena Novaković      | 11                                                      | Bianca Farriol                                          |
| 12                                                         | Anna Haak             | 13                                                      | Brie King (en)                                          |
| 16                                                         | Léandra Olinga Andela | 18                                                      | Alexandra Rochelle (L)                                  |
| 20                                                         | Amanda Coneo (en)     | Entraîneur : Fabien Simondet Adjoint : Valentin Routeau | Entraîneur : Fabien Simondet Adjoint : Valentin Routeau |
| Entraîneur : François Salvagni Adjoint : Christophe Magail |                       | Entraîneur : Fabien Simondet Adjoint : Valentin Routeau | Entraîneur : Fabien Simondet Adjoint : Valentin Routeau |

## Finale
Mulhouse remporte son deuxième titre dans la compétition après l'édition 2017. La meilleure marqueuse du match est Kimberly Drewniok (Mulhouse) avec 16 points inscrits. La réceptionneuse-attaquante de Mulhouse Ivana Vanjak (de) est désignée meilleure joueuse.